# Susdaler Kreml

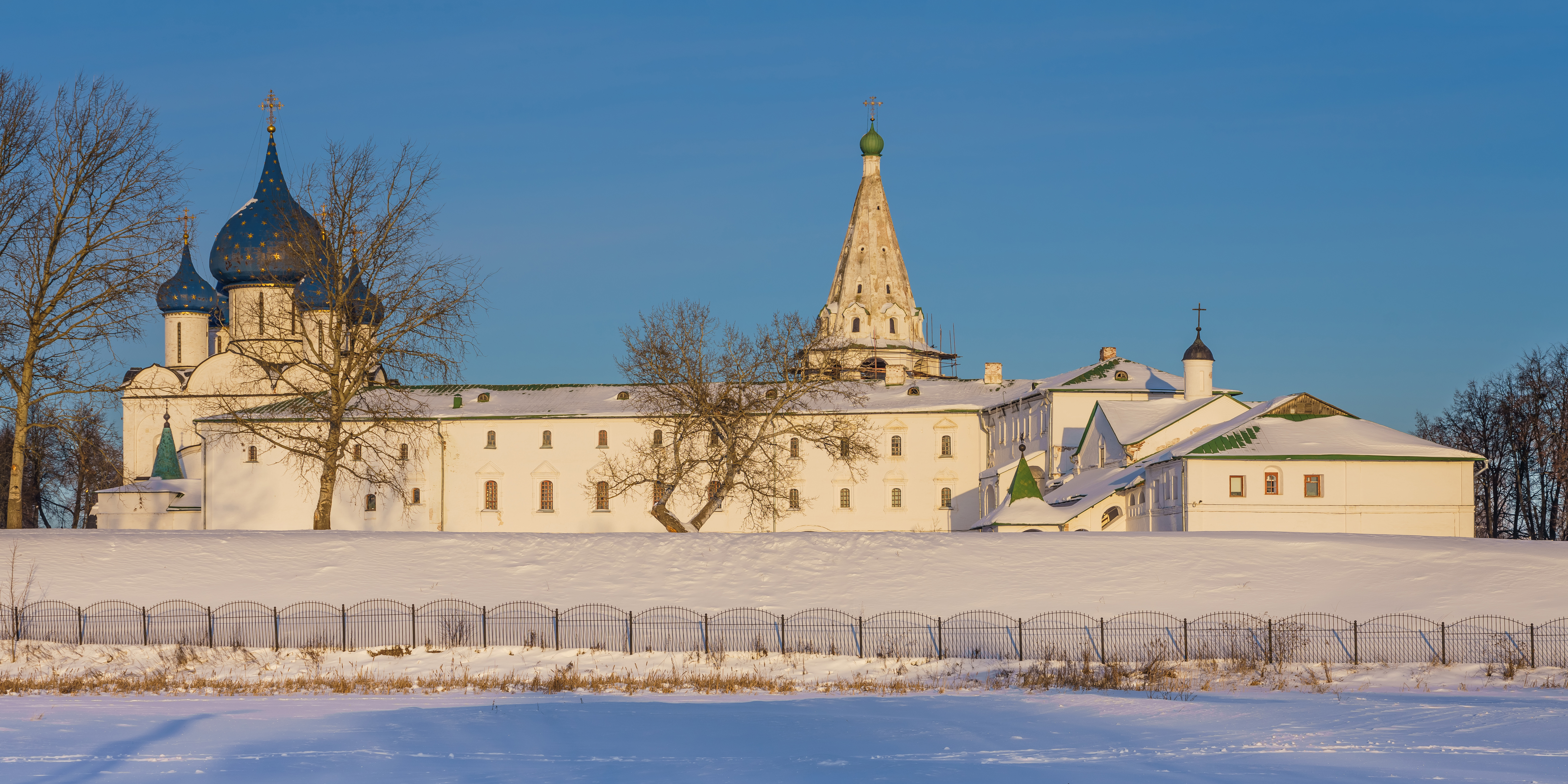
Susdaler Kreml

Der Susdaler Kreml (russisch Суздальский Кремль) ist der historische Kern der russischen Stadt Susdal. Von der mittelalterlichen Festungsanlage, deren Anfänge in das frühe 11. Jahrhundert zurückreichen, ist ein gut erhaltener Wallring geblieben. In seiner heutigen Ausdehnung wurde der Kreml unter dem Fürsten Jaroslaw dem Weisen errichtet. Davor bestand hier eine kleinere altrussische Wehranlage aus dem späten 10. Jahrhundert bzw. eine Siedlung der Merja. Erstmals schriftlich erwähnt wird der Susdaler Kreml im Jahre 1024. Die hölzernen Befestigungen bestanden bis zu einem Großbrand im Jahre 1719.
Der Kreml befindet sich in der Biegung des Flusses Kamenka im südlichen Teil der heutigen Stadt Susdal. Auf dem Gelände befinden sich heute mehrere historische Bauwerke, darunter die Mariä-Geburts-Kathedrale aus dem 12. Jahrhundert. Das Bauensemble des Susdaler Kremls gehört seit 1992 als Bestandteil der Weißen Monumente von Wladimir und Susdal zum UNESCO-Weltkulturerbe.